# Tracija (regija)
Tracija (iz lat. Thracia) ili Trakija (iz grč. Θράκη - Thráki; danas bug. Тракия i tur. Trakya), suvremena zemljopisna regija smještena na krajnjem jugoistočnom dijelu Balkanskog poluotoka. Prostire se između rijeke Meste i izvornog dijela rijeke Arde na zapadu te Bospora na istoku.
Sjevernu granicu Tracije čine sjeveroistočni Rodopi, planine Istrandža i Branica, a južnu kanal Dardaneli, Egejsko more i Mramorno more.
Najveći dio Tracije pripada Bugarskoj, manji Turskoj i Grčkoj. Dijeli se na sjevernu, istočnu i zapadnu Traciju. 
Istočna Tracija zahvaća europski dio Turske a zapadna Tracija obuhvaća dio sjeveroistočne Grčke između rijeka Meste i Marice i grčko-bugarske granice. U Bugarskoj zahvaća jugoistočni dio države.

## Poveznice
- Tračani
- Tračansko kraljevstvo
- Skudra (satrapija)
- Tracija (rimska provincija)